# Boulevard LaSalle
Le boulevard LaSalle (anciennement: Lower Lachine Road) est une voie scénique des arrondissements LaSalle et Verdun dans le sud-ouest de l'Île de Montréal.

## Situation et accès
Ce boulevard est long de 13 kilomètres et est la continuité du chemin du Musée de Lachine (annexe du boulevard Saint-Joseph) à l'intersection de la rue Saint-Patrick. Il traverse les arrondissements de LaSalle et de Verdun et se termine en devenant la rue d'Argenson de l'arrondissement du Sud-Ouest à l'est du viaduc de l'autoroute 15.

## Origine du nom
Le boulevard LaSalle est nommé en l'honneur de l'explorateur René Robert Cavelier de La Salle (1643-1687), fondateur entre autres de Lachine.

## Historique
Il s'agit de la plus ancienne route de l'arrondissement LaSalle. Avant même l'arrivée des Européens, c'était un sentier qu'empruntaient les autochtones pour longer le fleuve et les rapides. Puis, une route fut tracée sous le régime français qu'on appela alors le chemin de Lachine d'en Bas. Sous le régime britannique cette route devint le Lower Lachine Road. En 1901, sous le régime de la municipalité de paroisse il devint le Chemin Saint-Laurent, puis en 1907, le Chemin Riverside. Le Chemin Riverside était alors propriété de la Montreal Turnpike Trust. Finalement, le Conseil lui donna le nom de Chemin LaSalle le 1er mai 1917 et plus tard le boulevard LaSalle, nom qu'il devait conserver.

## Bâtiments remarquables et lieux de mémoire
- Auditorium de Verdun
- Natatorium de Verdun
- Promenade Michel-Chartrand
- Place du 1er-Mars-1965, inaugurée à l'angle de la rue Lyette dans l'arrondissement LaSalle et rappelant l'explosion de LaSalle Heights[2],[3].

## Source
- Ville de Montréal – Arrondissement de LaSalle. Répertoire des noms de rues et parcs de LaSalle. Septembre 2006. Compilateurs : Claire Martineau et Chantal Gagnon.